# Кандерская долина

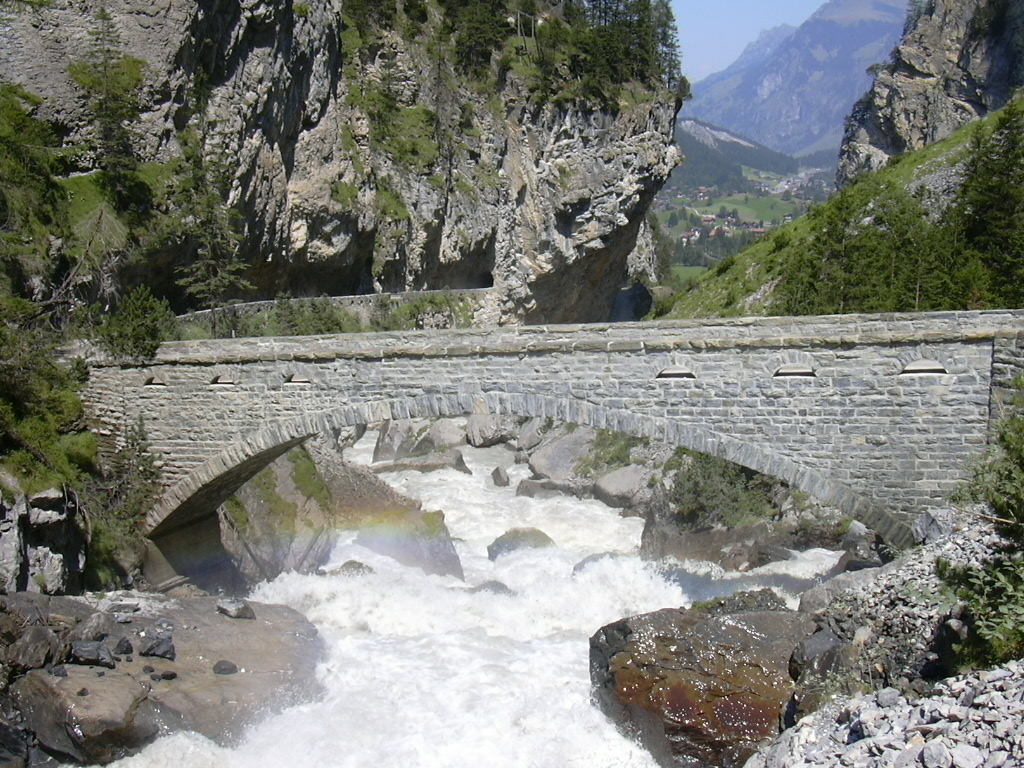
Река Кандер

Кандерская долина (нем. Kandertal) — долина реки Кандер, в Бернском Оберланде; 11 км длины и 1 км ширины. На западе — цепь Лонера (3055 м), на юге — ледники Вильдштрубеля (3253 м), отроги Дольденгорна (3647 м) и Блюмлисальп (3669 м). Долину замыкают Геллигорн (2289 м) и северные склоны перевала Гемми. Леса и озёра. Земледелие, молочное хозяйство; много туристов.